# Schwache Lösung
In der Mathematik ist eine schwache Lösung einer gewöhnlichen oder partiellen Differentialgleichung, auch verallgemeinerte Lösung genannt, eine Funktion, für die zwar möglicherweise nicht alle Ableitungen existieren, die aber dennoch in einem präzisen Sinn als Lösung der Gleichung angesehen werden kann. Es gibt viele verschiedene Definitionen schwacher Lösungen, die jeweils für verschiedene Klassen von Gleichungen geeignet sind, eine der wichtigsten baut auf dem Begriff der Distribution auf.
Um die Sprache der Distributionen zu vermeiden, schreibt man eine Differentialgleichung derart um, dass keine Ableitungen der Lösungsfunktion mehr vorkommen. Diese neue Form der Gleichung nennt man die schwache Formulierung und ihre Lösungen heißen schwache Lösungen. Überraschenderweise kann eine Differentialgleichung auf diese Weise eine nicht-differenzierbare Lösung haben, mittels der schwachen Formulierung können diese gefunden werden.
Schwache Lösungen sind wichtig, weil Modellierungen von Problemen der realen Welt oft zu Differentialgleichungen ohne hinreichend glatte Lösungen führen, der einzige Lösungsansatz besteht dann in der schwachen Formulierung. Selbst in Situationen, in denen eine Gleichung differenzierbare Lösungen besitzt, ist es oft vorteilhaft zunächst die Existenz schwacher Lösungen zu beweisen und dann zu einem späteren Zeitpunkt zu zeigen, dass die Lösungen ausreichend glatt sind.

## Ein konkretes Beispiel
Zur Veranschaulichung betrachten wir folgende Wellengleichung erster Ordnung
{\displaystyle {\frac {\partial u}{\partial t}}+{\frac {\partial u}{\partial x}}=0\quad \quad (1)}
(siehe Partielle Ableitung für die verwendete Bezeichnung), wobei {\displaystyle u=u(t,x)} eine Funktion von zwei reellen Variablen ist. Nimmt man nun an, dass {\displaystyle u} in der euklidischen Ebene {\displaystyle \mathbb {R} ^{2}} stetig differenzierbar ist, multipliziert die Gleichung (1) mit einer glatten Funktion {\displaystyle \varphi } mit kompaktem Träger und integriert, so erhält man
{\displaystyle \int _{-\infty }^{\infty }\int _{-\infty }^{\infty }{\frac {\partial u(t,x)}{\partial t}}\varphi (t,x)\,\mathrm {d} t\mathrm {d} x+\int _{-\infty }^{\infty }\int _{-\infty }^{\infty }{\frac {\partial u(t,x)}{\partial x}}\varphi (t,x)\,\mathrm {d} t\mathrm {d} x=0.}
Mit dem Satz von Fubini, der es erlaubt, die Integrationsreihenfolge zu ändern, und mittels partieller Integration (bzgl. {\displaystyle t} im ersten Term und bzgl. {\displaystyle x} im zweiten Term) erhält man daraus
{\displaystyle -\int _{-\infty }^{\infty }\int _{-\infty }^{\infty }u(t,x){\frac {\partial \varphi (t,x)}{\partial t}}\,\mathrm {d} t\mathrm {d} x-\int _{-\infty }^{\infty }\int _{-\infty }^{\infty }u(t,x){\frac {\partial \varphi (t,x)}{\partial x}}\,\mathrm {d} t\mathrm {d} x=0.\quad \quad (2)}
Hinweis: Beachte, dass, obwohl die Integration von {\displaystyle -\infty } nach {\displaystyle \infty } geht, die Integration eigentlich nur über einem endlichen Rechteck verläuft, da {\displaystyle \varphi } einen kompakten Träger hat, und dass aus diesem Grunde die partielle Integration auch keine Randterme liefert.
Wir haben gezeigt, dass Gleichung (2) aus Gleichung (1) folgt, wenn {\displaystyle u} stetig differenzierbar ist. Die Idee der schwachen Lösung besteht nun darin, dass es Funktionen {\displaystyle u} gibt, die Gleichung (2) für jedes {\displaystyle \varphi } erfüllen, die aber nicht differenzierbar sind und daher nicht Gleichung (1) lösen können. Ein einfaches Beispiel einer solchen Funktion ist {\displaystyle u(t,x)=|t-x|}. (Dass {\displaystyle u} tatsächlich Gleichung (2) erfüllt, zeigt man leicht durch partielle Integration, jeweils in den Gebieten unter- und oberhalb der Geraden {\displaystyle x=t}). Eine Lösung der Gleichung (2) heißt schwache Lösung der Gleichung (1).

## Der allgemeine Fall
Die allgemeine Idee besteht wie in obigem Beispiel darin, die zu lösende Differentialgleichung mit gesuchter Funktion {\displaystyle u} mit sogenannten Testfunktionen {\displaystyle \varphi } zu multiplizieren und sämtliche auftretenden Ableitungen von {\displaystyle u} mittels partieller Integration auf {\displaystyle \varphi } überzuwälzen. Die so erhaltene Gleichung kann dann auch nicht-differenzierbare Lösungen haben.
Der oben skizzierte Ansatz funktioniert auch für allgemeinere Gleichungen. Betrachte dazu den linearen Differentialoperator
{\displaystyle P:C^{k}(W)\to C^{0}(W),P(u)(x){\overset {\text{Def.}}{=}}\sum _{\vert \alpha \vert \leq k}a_{\alpha }(x)D^{\alpha }u(x)}
auf einer offenen Teilmenge {\displaystyle W\subset \mathbb {R} ^{n}}, wobei {\displaystyle \alpha =(\alpha _{1},\ldots ,\alpha _{n})\in \mathbb {N} ^{n}} ein Multiindex ist, und die Koeffizientenfunktionen {\displaystyle a_{\alpha }} hinreichend glatt seien. Zudem bezeichnet {\displaystyle D^{\alpha }u={\frac {\partial ^{\alpha _{1}}}{\partial x_{1}^{\alpha _{1}}}}{\frac {\partial ^{\alpha _{2}}}{\partial x_{2}^{\alpha _{2}}}}\dots {\frac {\partial ^{\alpha _{n}}}{\partial x_{n}^{\alpha _{n}}}}u} die „{\displaystyle \alpha }-te partielle Ableitung von {\displaystyle u}.“
Die Differentialgleichung {\displaystyle P(u)(x)=0} kann nun nach Multiplikation mit einer glatten Testfunktion mit kompaktem Träger in {\displaystyle W} und nach partieller Integration in eine Gleichung
{\displaystyle \int _{W}u(x)Q(\varphi )(x)\,\mathrm {d} x=0}
überführt werden, wobei der Differentialoperator {\displaystyle Q(\varphi )(x)} wie folgt definiert ist:
{\displaystyle Q(\varphi )(x)=\sum _{\vert \alpha \vert \leq k}(-1)^{\vert \alpha \vert }D^{\alpha }\left[a_{\alpha }(x)\varphi (x)\right].}
Der Faktor {\displaystyle (-1)^{\vert \alpha \vert }} tritt hier auf, da für das Hinüberwälzen aller partiellen Ableitung von {\displaystyle u} insgesamt {\displaystyle \vert \alpha \vert } partielle Integrationen benötigt werden, was jedes Mal eine Multiplikation mit −1 zur Folge hat.
Der Differentialoperator {\displaystyle Q} heißt der formal adjungierte Operator zu {\displaystyle P}.
Zusammenfassend besteht das ursprüngliche (starke) Problem darin, eine auf {\displaystyle W} definierte {\displaystyle |\alpha |}-mal differenzierbare Funktion  mit
{\displaystyle P(u)(x)=0\qquad {\text{ für alle }}x\in W}
zu finden, eine sogenannte starke Lösung. Stattdessen sucht man nun nach einer integrierbaren Funktion {\displaystyle u}, die
{\displaystyle \int _{W}u(x)Q(\varphi )(x)\,\mathrm {d} x=0}
für jede glatte Funktion {\displaystyle \varphi } mit kompaktem Träger in {\displaystyle W} erfüllt, eine sogenannte schwache Lösung.

## Distributionslösungen
Eine wesentliche Erweiterung erfährt der schwache Lösungsbegriff durch die Beobachtung, dass die schwache Formulierung linear von den Funktionen {\displaystyle \varphi } abhängt, was letztlich an der Linearität des Integrals liegt. Ist {\displaystyle u} eine integrierbare Funktion auf {\displaystyle W} und ist {\displaystyle {\mathcal {D}}(W)} der Vektorraum aller Testfunktionen, das heißt unendlich oft differenzierbarer Funktionen mit kompaktem Träger in {\displaystyle W}, so hängt {\displaystyle \textstyle \int _{W}u(x)\varphi (x)\mathrm {d} x} linear von {\displaystyle \varphi } ab, das heißt {\displaystyle u} kann als ein lineares Funktional
{\displaystyle T_{u}\colon {\mathcal {D}}(W)\rightarrow \mathbb {R} ,\quad T_{u}(\varphi )=\int _{W}u(x)\varphi (x)\mathrm {d} x}
auf dem Vektorraum {\displaystyle {\mathcal {D}}(W)} aufgefasst werden.
Wir wollen den Raum der möglichen Lösungen auf alle linearen Funktionale auf {\displaystyle T\colon {\mathcal {D}}(W)\rightarrow \mathbb {R} } ausdehnen. Dazu müssen wir solche Funktionale ableiten und mit Funktionen multiplizieren können, denn das haben wir ja auch mit {\displaystyle u} getan. Die Idee besteht darin, die gewünschten Operationen wieder auf die Testfunktionen hinüberzuwälzen. Betrachten wir eine Ableitung {\displaystyle \partial _{i}u}, so ist
{\displaystyle T_{\partial _{i}u}(\varphi )=\int _{W}\partial _{i}u(x)\varphi (x)\mathrm {d} x=-\int _{W}u(x)\partial _{i}\varphi (x)\mathrm {d} x=-T_{u}(\partial _{i}\varphi )}.
Daher definieren wir die partielle Ableitung {\displaystyle \partial _{i}T} eines {\displaystyle T\colon {\mathcal {D}}(W)\rightarrow \mathbb {R} } durch die Formel
{\displaystyle (\partial _{i}T)(\varphi ):=-T(\partial _{i}\varphi )}.
Das ist zunächst wohldefiniert, da {\displaystyle \partial _{i}\varphi } wieder eine Testfunktion ist, das heißt die rechte Seite obiger Definition kann gebildet werden, und die vorangegangene Rechnung zeigt {\displaystyle \partial _{i}T_{u}=T_{\partial _{i}u}}, so dass es sich wegen des der partiellen Integration geschuldeten Minuszeichens tatsächlich um eine Erweiterung des Ableitungsbegriffs für Funktionen handelt.
Ganz analog definieren wir, wie {\displaystyle T} mit einer beliebig oft differenzierbaren Funktion {\displaystyle a\colon W\rightarrow \mathbb {R} } zu multiplizieren ist. Hier ist die Situation viel einfacher, wir setzen
{\displaystyle (aT)(\varphi ):=T(a\varphi )}
und bemerken zur Wohldefiniertheit, dass {\displaystyle a\varphi } wieder eine Testfunktion ist.
Gehen wir mit diesen Definitionen in obige Formel für den formal adjungierten Operator {\displaystyle Q}, so erhalten wir
{\displaystyle {\begin{aligned}\int _{W}u(x)Q(\varphi )(x)\,\mathrm {d} x&=\int _{W}u(x)\sum _{\vert \alpha \vert \leq k}(-1)^{\vert \alpha \vert }D^{\alpha }\left[a_{\alpha }(x)\varphi (x)\right]\,\mathrm {d} x\\&=\sum _{\vert \alpha \vert \leq k}(-1)^{\vert \alpha \vert }\int _{W}u(x)D^{\alpha }\left[a_{\alpha }(x)\varphi (x)\right]\,\mathrm {d} x\\&=\sum _{\vert \alpha \vert \leq k}(-1)^{\vert \alpha \vert }T_{u}(D^{\alpha }\left[a_{\alpha _{1},\dots ,\alpha _{n}}\varphi \right])\\&=\sum _{\vert \alpha \vert \leq k}(D^{\alpha }T_{u})(a_{\alpha }\varphi )\\&=\sum _{\vert \alpha \vert \leq k}a_{\alpha }D^{\alpha }T_{u}(\varphi )\end{aligned}}}
Daher liegt es nahe, nach linearen Funktionalen {\displaystyle T\colon {\mathcal {D}}(W)\rightarrow \mathbb {R} } zu suchen, die
{\displaystyle \sum _{\vert \alpha \vert \leq k}a_{\alpha }D^{\alpha }T(\varphi )=0}
für alle {\displaystyle \varphi } erfüllen. Eine nähere Betrachtung zeigt, dass man sich auf solche Funktionale beschränken sollte, die einer gewissen Stetigkeitsbedingung genügen. Solche Funktionale nennt man dann Distributionen und eine Distribution, die obige Gleichung erfüllt, heißt Distributionslösung oder schwache Lösung der Differentialgleichung.
Es ist nun möglich, eine Lösungstheorie für schwache Lösungen aufzustellen. Diese wird dann von Sätzen flankiert, die Bedingungen dafür angeben, wann schwache Lösungen Distributionen {\displaystyle T_{u}} sind, die von starken Lösungen {\displaystyle u} herkommen. Das führt schließlich zu den ursprünglich gesuchten Lösungen der Differentialgleichung.

## Andere Typen schwacher Lösungen
Der auf Distributionen basierende Begriff der schwachen Lösung ist nicht immer zufriedenstellend. Im Falle hyperbolischer Systeme fehlen Eindeutigkeitsaussagen. Es ist daher nötig, die Problemstellung durch Entropiebedingungen oder andere Auswahlkriterien zu ergänzen. Bei nicht-linearen partiellen Differentialgleichungen wie der Hamilton-Jacobi-Differentialgleichung gibt es einen etwas anderen Begriff der schwachen Lösung, die sogenannte Viskositätslösung.